# Jéssica Augusto
Jéssica Augusto, née le 8 novembre 1981 à Paris en France, est une athlète portugaise, spécialiste des courses de fond.

## Carrière
Deuxième des Championnats d'Europe de cross en 2008, elle détient le record du Portugal du 3 000 m steeple (bien qu'elle préfère les courses sans haies). Son meilleur temps sur 10 000 m est de 31 min 19 s 15, réalisé en 2010.
Elle remporte une médaille de bronze à Barcelone la même année.
Elle a obtenu en 2010 ses meilleurs temps sur 1 500 m, 5 000 m, 10 000 m, 10 km et 3 000 m steeple.
Le 17 avril 2011, elle termine 8e du marathon de Londres en 2 h 24 min 33 s et obtient le 16 août 2014 la médaille de bronze au marathon du championnat d'Europe de Zurich (2 h 25 min 41 s).

## Palmarès
| Date | Compétition                    | Lieu         | Résultat | Épreuve       | Temps           |
| ---- | ------------------------------ | ------------ | -------- | ------------- | --------------- |
| 2001 | Championnats d'Europe espoirs  | Amsterdam    | 10e      | 1 500 m       | 4 min 17 s 71   |
| 2003 | Championnats d'Europe espoirs  | Bydgoszcz    | —        | 5 000 m       | DNF             |
| 2004 | Championnats ibéro-américains  | Huelva       | 1re      | 3 000 m       | 9 min 02 s 36   |
| 2006 | Championnats ibéro-américains  | Ponce        | 1re      | 3 000 m       | 9 min 06 s 74   |
| 2007 | Universiade                    | Bangkok      | 1re      | 5 000 m       | 15 min 28 s 78  |
| 2007 | Championnats du monde          | Osaka        | 15e      | 5 000 m       | 15 min 24 s 93  |
| 2008 | Championnats du monde en salle | Valence      | 8e       | 3 000 m       | 8 min 49 s 78   |
| 2009 | Championnats du monde          | Berlin       | 11e      | 3 000 m st.   | 9 min 25 s 25   |
| 2009 | Great North Run                | Newcastle    | 1re      | Semi-marathon | 1 h 09 min 08 s |
| 2010 | Championnats du monde en salle | Doha         | 7e       | 3 000 m       | 9 min 01 s 71   |
| 2010 | Championnats ibéro-américains  | San Fernando | 3e       | 1 500 m       | 4 min 08 s 32   |
| 2010 | Championnats ibéro-américains  | San Fernando | 1re      | 3 000 m       | 8 min 46 s 59   |
| 2010 | Championnats d'Europe          | Barcelone    | 3e       | 5 000 m       | 14 min 58 s 47  |
| 2010 | Championnats d'Europe          | Barcelone    | 2e       | 10 000 m      | 31 min 25 s 77  |
| 2011 | Championnats du monde          | Daegu        | 10e      | 10 000 m      | 32 min 06 s 68  |
| 2012 | Jeux olympiques                | Londres      | 7e       | Marathon      | 2 h 25 min 11 s |
| 2014 | Championnats d'Europe          | Zürich       | 3e       | Marathon      | 2 h 25 min 41 s |
| 2016 | Championnats d'Europe          | Amsterdam    | 3e       | Semi-marathon | 1 h 10 min 55 s |
| 2016 | Championnats d'Europe          | Amsterdam    | 1re      | Semi-marathon | 3 h 33 min 53 s |

Championnats d'Europe de cross-country
- Championne d'Europe de cross 2010 à Albufeira.
- 4e des Championnats d'Europe de cross-country 2009 à Dublin.